# Skamby Sogn

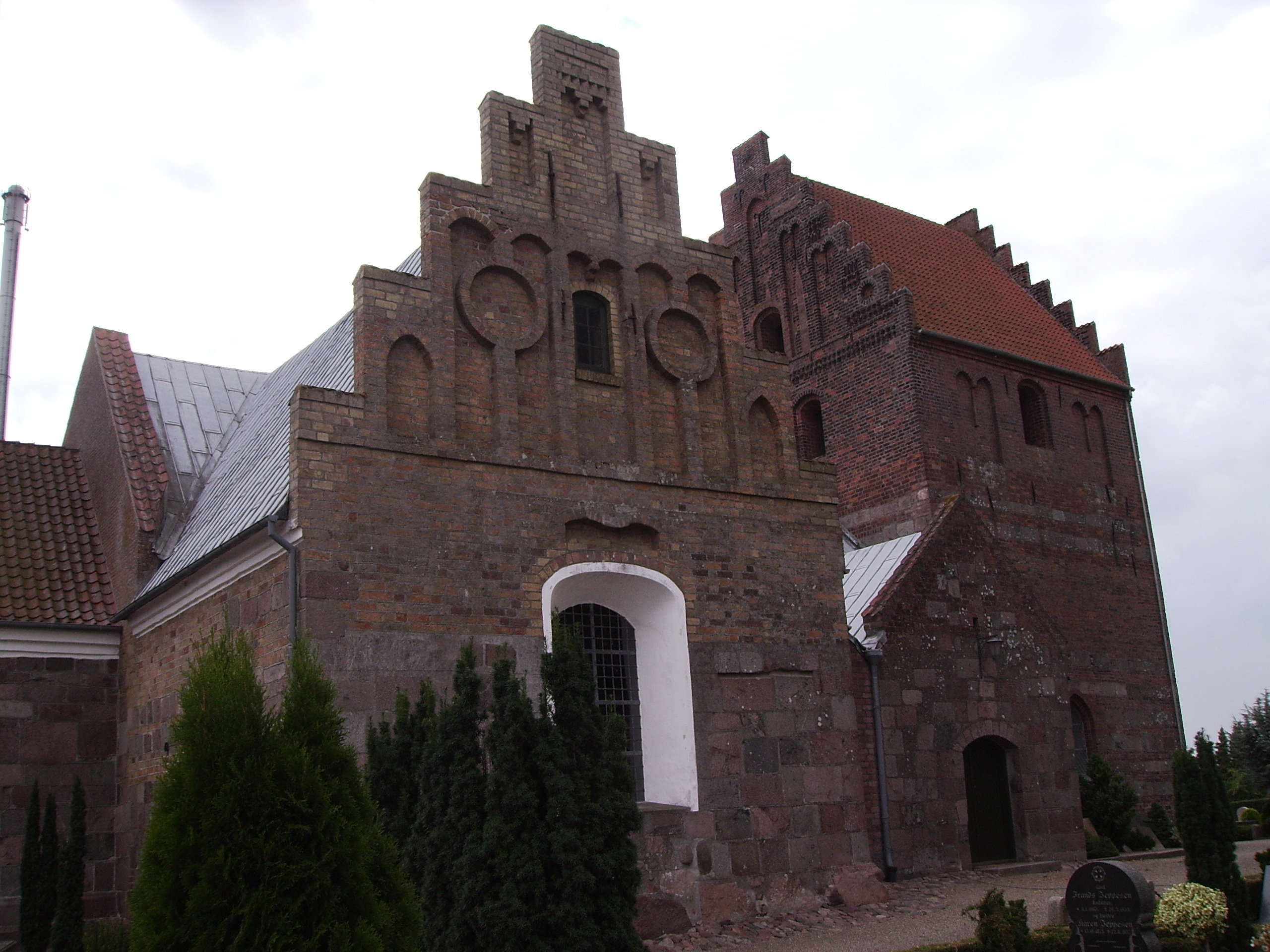
Skamby Kirke

Skamby Sogn ist eine Kirchspielsgemeinde (dän.: Sogn)
auf der Insel Fyn (dt.: Fünen)
im südlichen Dänemark. Bis 1970 gehörte sie zur Harde Skam Herred im damaligen Odense Amt, danach zur Søndersø Kommune im Fyns Amt, die im Zuge der Kommunalreform zum 1. Januar 2007 in der Nordfyns Kommune in der Region Syddanmark aufgegangen ist.
Im Kirchspiel leben 808 Einwohner, davon 446 im Kirchdorf (Stand: 1. Januar 2023). Im Kirchspiel liegt die Kirche „Skamby Kirke“.
Nachbargemeinden sind im Norden Nørre Højrup Sogn, im Nordosten Uggerslev Sogn, im Osten Hjadstrup Sogn, im Südosten Lunde Sogn, im Südwesten Søndersø Sogn, im Westen Særslev Sogn und Melby Sogn und im Nordwesten Grindløse Sogn.